# Середній Тузлів
Середній Тузлів (рос. Средний Тузлов; Среднняя Отножина Речки Тузлова) — річка в Україні й Росії у Антрацитівському й Куйбишевському районах Луганської й Ростовської областей. Ліва притока річки Тузлів (басейн Азовського моря).

## Опис
Довжина річки приблизно 23,23 км, найкоротша відстань між витоком і гирлом — 16,17  км, коефіцієнт звивистості річки — 1,44 . Формується балками (одна з яких найбільша Власівка) та загатами.

## Розташування
Бере початок на південно-західній стороні від села Бобрикове. Тече переважно на південний захід через село Міллерово і на південній стороні хутора Кринично-Лузький зливається з річкою Правий Тузлів, утворюючи річку Тузлів, праву притоку Аская.